# New Yorker (Hugues Aufray)
Albums de Hugues Aufray
Hugh !
(2007) Troubador since 1948
(2011)
New Yorker est un album d'Hugues Aufray paru en 2009.
Le disque est exclusivement consacré à Bob Dylan et propose, en divers duos, des adaptations de chansons de l'artiste américain. 
À l'exception de Tout comme une vraie femme, ces adaptations ont été précédemment enregistrées en solo par Hugues Aufray, soit pour l'album de 1965 Aufray chante Dylan, où celui de 1995 Aufray trans Dylan.

## Contexte
Précédemment à cet album, Hugues Aufray a chanté plus d'une vingtaine de titres de Bob Dylan, dont il est au fil du temps devenu l'ami.
Ces adaptations française de chansons de l'Américain ont été pour l'essentiel éditées dans deux albums, réalisés à trente ans de distance :
- Aufray chante Dylan (1965)[2],[3]
- Aufray trans Dylan (1995)[4],[5]

## Autour de l'album
Référence originale CD : Mercury Universal 532 279 8
L'album est réalisé par Philippe Rault, exception faite du titre New Yorker réalisé par Hugues Aufray et Georges Augier de Moussac,.

## Les titres
Nota : 1 / Sources pour l'ensemble de la section, :
2 / Sauf indications complémentaires, toutes les musiques sont de Bob Dylan ; les chansons sont adaptées de l'américain par Hugues Aufray à l'exception d'indications complémentaires.
| No  | Titre                                                                                       | Auteur                                                | Durée |
| --- | ------------------------------------------------------------------------------------------- | ----------------------------------------------------- | ----- |
| 1.  | New Yorker (prologue)                                                                       | Hugues Aufray - sur la musique de Blowin' in the Wind | 4:49  |
| 2.  | La fille du Nord (Girl from the North Country) (avec Eddy Mitchell)                         | Hugues Aufray - Pierre Delanoë (adaptation)           | 4:57  |
| 3.  | N'y pense plus, tout est bien (Don't Think Twice, It's All Right) (avec Carla Bruni)        | Hugues Aufray Pierre Delanoë (adaptation)             | 3:54  |
| 4.  | Mr l'homme orchestre (Mr Tambourine Man) (avec Laurent Voulzy)                              |                                                       | 4:56  |
| 5.  | Au pays de mon cœur (Heartland) (avec Arno)                                                 | Bob Dylan - Willie Nelson                             | 4:33  |
| 6.  | Knock knock, ouvre-toi porte du ciel (Knockin' on Heaven's Door) (avec Bernard Lavilliers)  |                                                       | 3:48  |
| 7.  | L'homme dota d'un nom chaque animal (Man Gave Name To All The Animals) (avec Alain Souchon) |                                                       | 4:38  |
| 8.  | Nous serons libres (We Shall Be Released) (avec Pep's et Wasis Diop)                        |                                                       | 4:25  |
| 9.  | Tout comme une vraie femme (Just Like a Woman) (avec Jane Birkin)                           |                                                       | 5:05  |
| 10. | Tout l'monde un jour s'est planté (Rainy Day Woman) (avec Didier Wampas)                    |                                                       | 4:02  |
| 11. | Dans le souffle du vent (Blowin' in the Wind) (avec Francis Cabrel)                         |                                                       | 4:15  |
| 12. | Jeune pour toujours (Forever Young) (avec Johnny Hallyday)                                  |                                                       | 5:17  |
| 13. | Cloches sonnez (épilogue) (Ring Them Bells)                                                 |                                                       | 3:24  |

## Musiciens
Nota : Sources pour l'ensemble de la section, :
- Brad Cole : direction musicale - arrangements cordes - piano - wurlizer - orgue Hammond B3
- Larry Campell : guitare acoustique - guitare électrique - pedal steel - mandoline - violon
- David Mansfield : guitare acoustique - guitare électrique - dobro - lap steel - mandoline - violon
- Georges Augier de Moussac : guitare acoustique
- Smith Curry : dobro - mandoline
- Christian Séguret : mandoline - violon
- Byron Isaac : contrebasse - basse fender
- David Kamper : batterie
- Charlie McCoy : harmonica